# Otvovice
Obec Otvovice se nachází v okrese Kladno, kraj Středočeský, necelých 5 km jihozápadně od Kralup nad Vltavou a 15 km severovýchodně od Kladna; železniční stanice na trati 093, spojující tato dvě města, je situována téměř uprostřed vsi. Žije zde 788 obyvatel.

## Název
Otvovice, původně Otvojice nebo Utvojice (z předpokládaného, ale jinak nedoloženého, osobního jména *Otvoj), je z nejstarších a největších osad na Kralupsku. Od pradávna se nalézá v údolí Zákolanského potoka. Původ jména je odvozen od základu rodu Otvoviců. 

## Historie
První písemná zmínka o Otvovicích pochází z roku 1228, kdy Anežka Přemyslovna, abatyše pražského kláštera, potvrdila, že Otvovice mají platit desátek klášteru sv. Jiří na Hradčanech. Ve středověku patřily Otvovice převážně církevním držitelům. V roce 1420 měli obec husitští vladykové. V 15. století náležely k panství Buštěhrad, v 16. století ke Zvoleněvsi, v 17. století k Mikovicům a od roku 1669 opět ke Zvoleněvsi, a to až do zrušení poddanství.
Otvovští zaměstnávali se především rolnictvím a dále se zde usazovali řemeslníci potřební pro zemědělství. Dále se zde usadili tesař, truhlář, zámečník, zednický mistr. Vše co místní obyvatelé potřebovali ke své existenci. Koncem 17. století se začalo s otvíráním kamenouhelných dolů a do obce se přistěhovali nejen horníci, ale také skláři a charakter obce se začal měnit na zemědělsko-průmyslový. Dostatek uhlí, vycházejícího k povrchu ve svahu údolí, zapříčinil otevření sklářské huti v roce 1802 nad hájem, u cesty k Trněnému Újezdu – Mariin domov. Aby se nemuselo uhlí transportovat nahoru na kopec, zřídila se v roku 1815 huť u dolů v údolí a nazvána Dubodol. Sklářská výroba v nové huti se rozvíjela a sice v útlumu, existuje dodnes.
Obec si postavila v roce 1859 svoji školu, kterou rozšířila v letech 1888 a 1889. Tato svému účelu, po modernizacích, slouží dodnes.
V Otvovicích se narodila zpěvačka Lucie Bílá, která zde žije se synem.

### Územněsprávní začlenění
Dějiny územněsprávního začleňování zahrnují období od roku 1850 do současnosti. V chronologickém přehledu je uvedena územně administrativní příslušnost obce v roce, kdy ke změně došlo:
- 1850 země česká, kraj Praha, politický okres Slaný, soudní okres Velvary[4]
- 1855 země česká, kraj Praha, soudní okres Velvary[4]
- 1868 země česká, politický okres Slaný, soudní okres Velvary[4]
- 1913 země česká, kraj Praha, politický okres Kralupy nad Vltavou, soudní okres Velvary[5]
- 1939 země česká, Oberlandrat Mělník, politický okres Kralupy nad Vltavou, soudní okres Velvary[6]
- 1942 země česká, Oberlandrat Praha, politický okres Kralupy nad Vltavou, soudní okres Velvary[7]
- 1945 země česká, politický okres Kralupy nad Vltavou, soudní okres Velvary[8]
- 1949 Pražský kraj, okres Kralupy nad Vltavou[9]
- 1960 Středočeský kraj, okres Kladno[10]

### Rok 1932
V obci Otvovice (1219 obyvatel, poštovní úřad, telegrafní úřad, četnická stanice, sbor dobrovolných hasičů) byly v roce 1932 evidovány tyto živnosti a obchody: lékař, autodoprava, cihelna, důl Jan, 2 holiči, 6 hostinců, 2 kapelníci, kolář, konsum Svépomoc, 2 kováři, krejčí, 2 mlýny, 2 obuvníci, pekař, porodní asistentka, 9 rolníků, 2 řezníci, sedlář, sklárna Morawetz Söhne, 8 obchodů se smíšeným zbožím, 4 švadleny, 3 trafiky, 3 vápenky, zahradnictví.

## Pamětihodnosti
- Kaple sv. Prokopa nad průjezdní silnicí uprostřed obce, pseudogotická obdélná stavba ze 30. let 19. století. Původní kaple sv. Prokopa byla postavena roku 1716 a rozbořena byla v roce 1832, kdy řádila v Otvovicích cholera. Na stejném místě byla následovně postavena nová kaple v pseudogotickém slohu jako unikát v širokém okolí.
- Přírodní památka Otvovická skála, břidlicová skalnatá vyvýšenina s teplomilným stepním rostlinstvem severovýchodně od Otvovic, na pravé straně údolí Zákolanského potoka.

## Osobnosti
- Josef Burger[12] (1917–1975), válečný letec

- Lucie Bílá (* 1966), zpěvačka čp 44

- Antonín Vidim (1895–1944), komunistický starosta popravený v Drážďanech; pamětní deska Otvovice čp. 21
- Jan Hrubý (* 1948), český rockový houslista, známý především ze skupin Etc..., Framus 5 a Kukulín.

## Doprava
Obcí prochází silnice II/101 v úseku Kladno – Kralupy nad Vltavou. V této obci není autobusová doprava. Otvovice leží na železniční trati Kralupy nad Vltavou – Kladno. Jedná se o jednokolejnou celostátní trať, doprava byla na trati zahájena roku 1856. Přepravní zatížení tratě 093 mezi Kralupy nad Vltavou a zastávkou Kladno-Vrapice v roce 2011 činilo obousměrně 15 osobních vlaků. Na území obce leží mezilehlá železniční stanice Otvovice.

## Fotogalerie

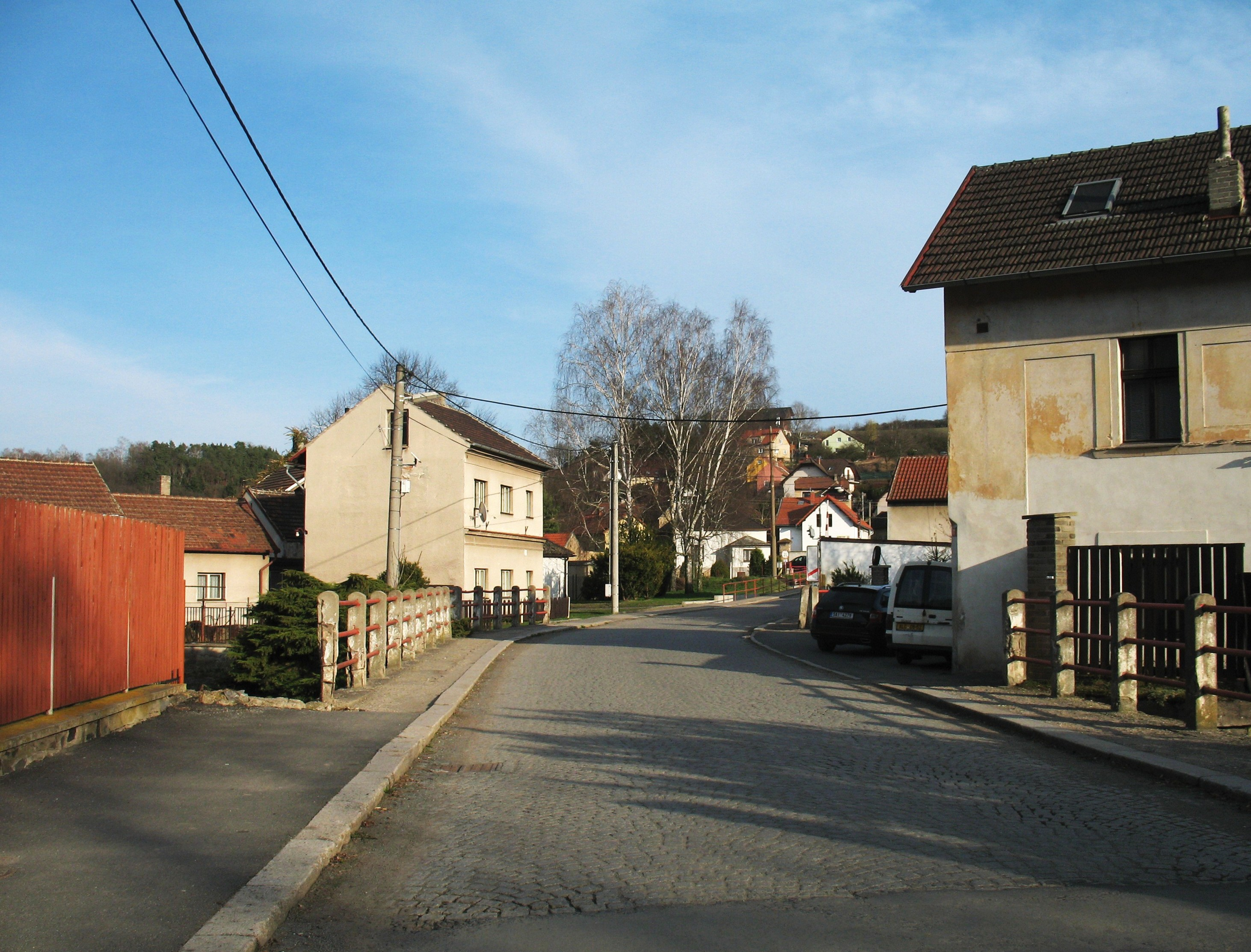
Most přes Zákolanský potok
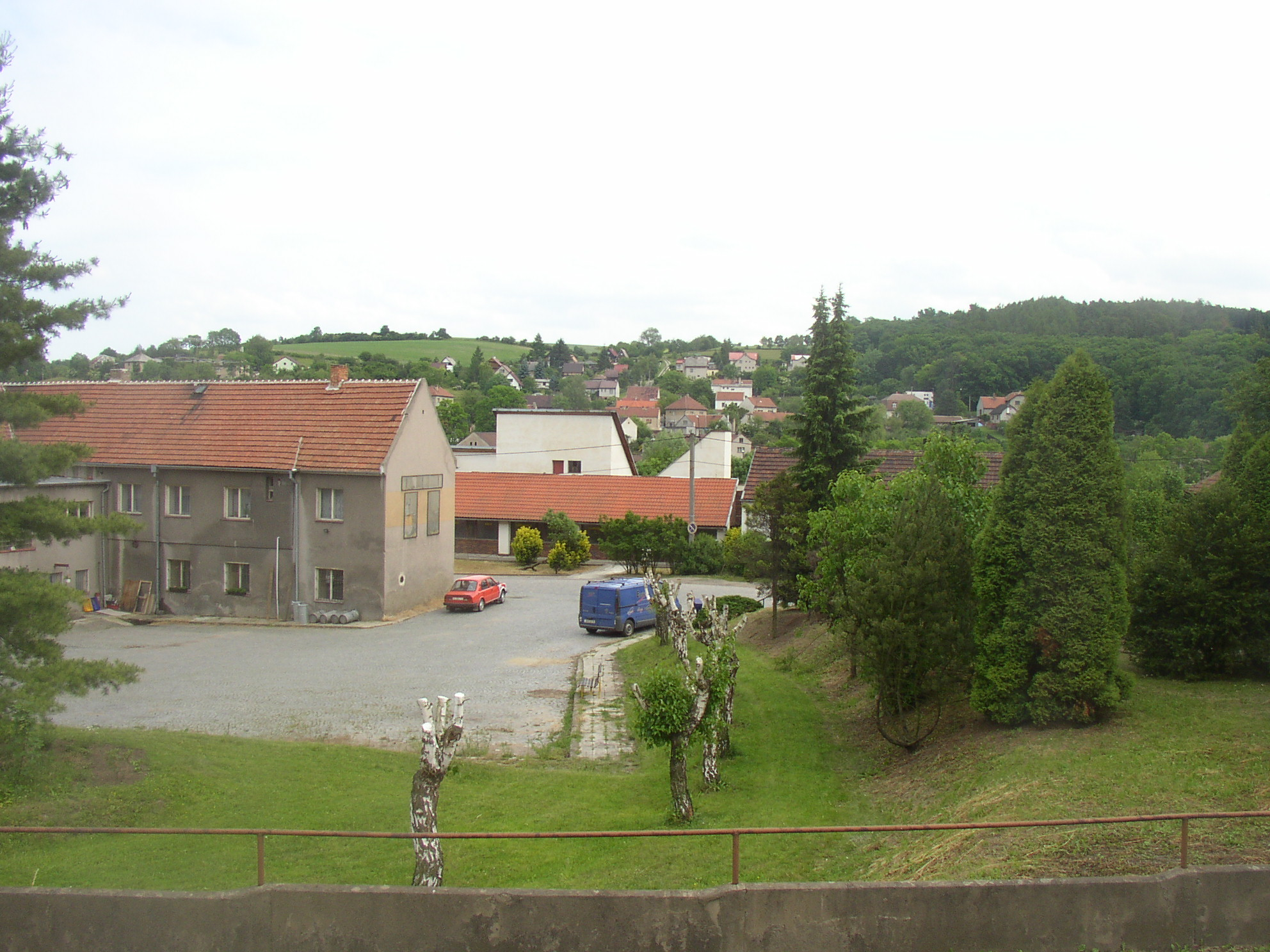
Střed obce – pohled k jihovýchodu
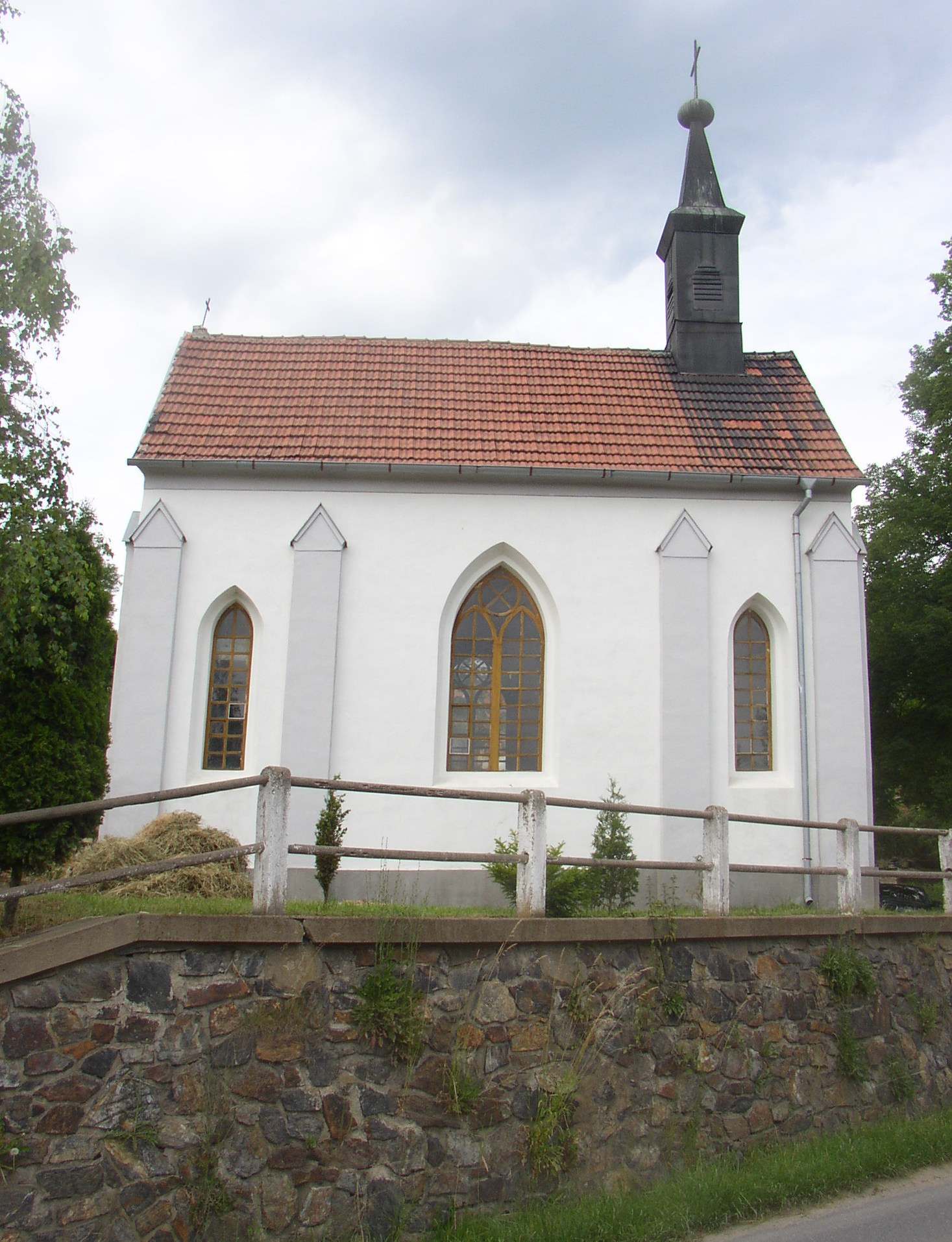
Kaple sv. Prokopa
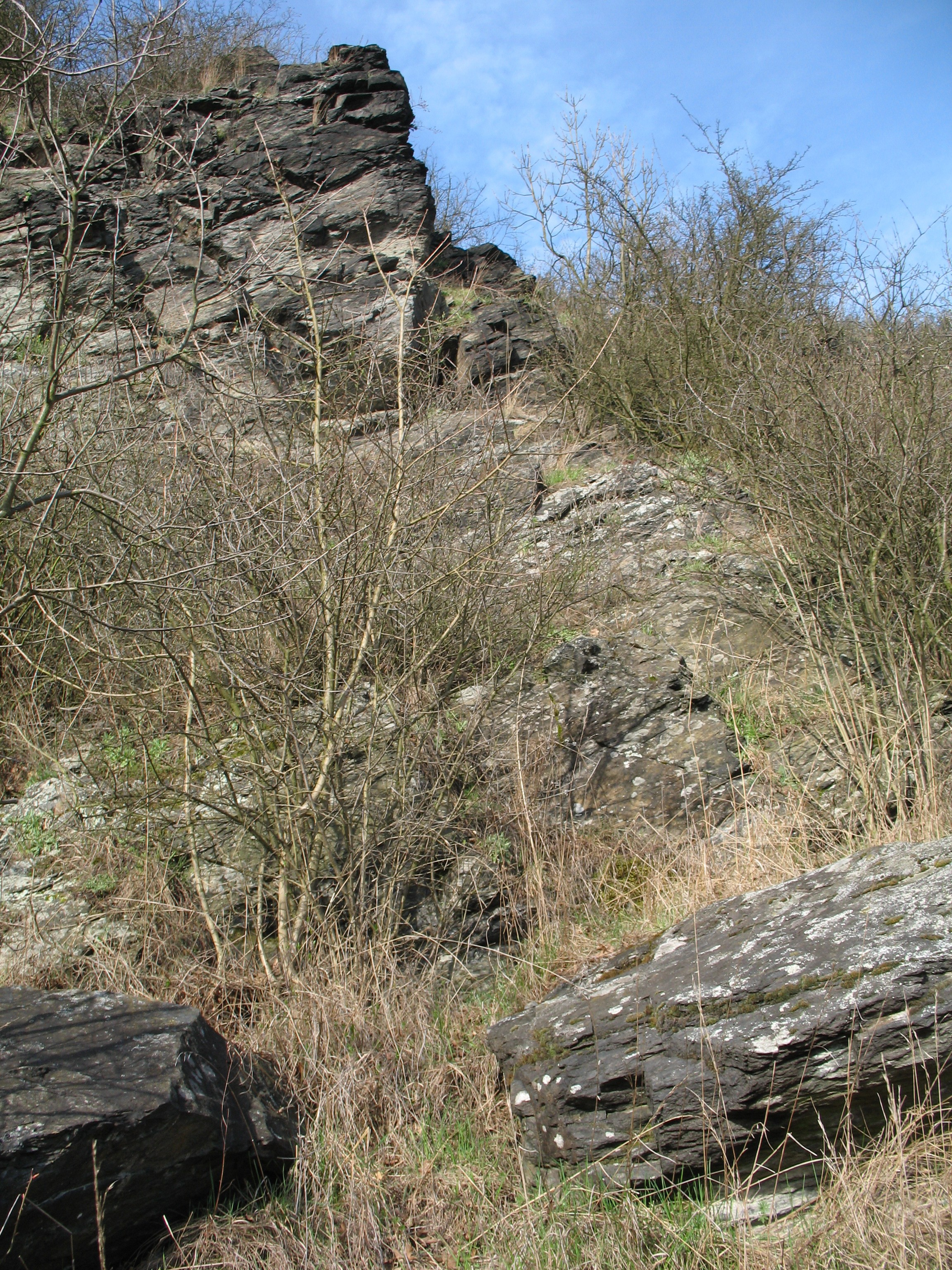
Přírodní památka Otvovická skála
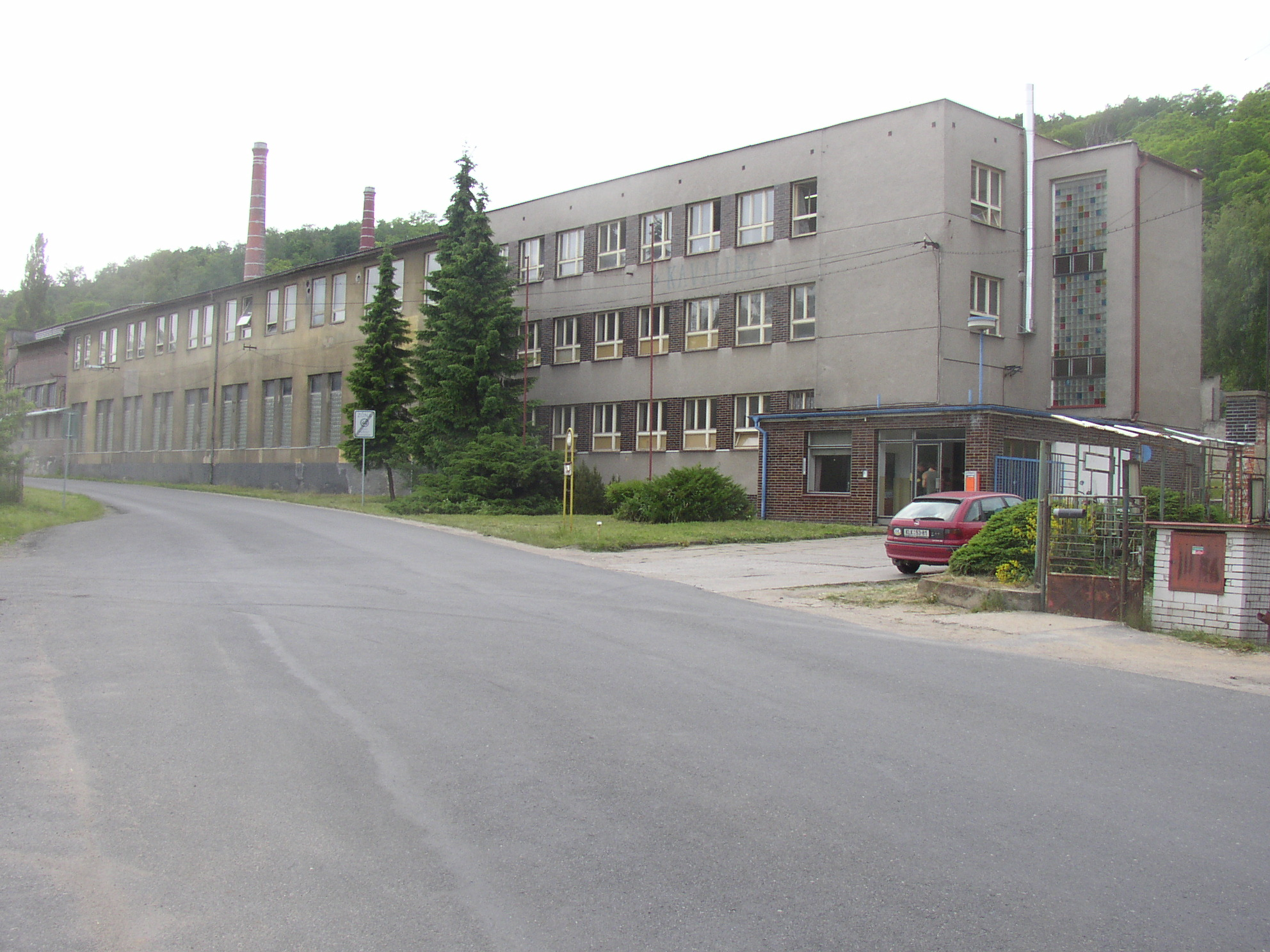
Sklárny
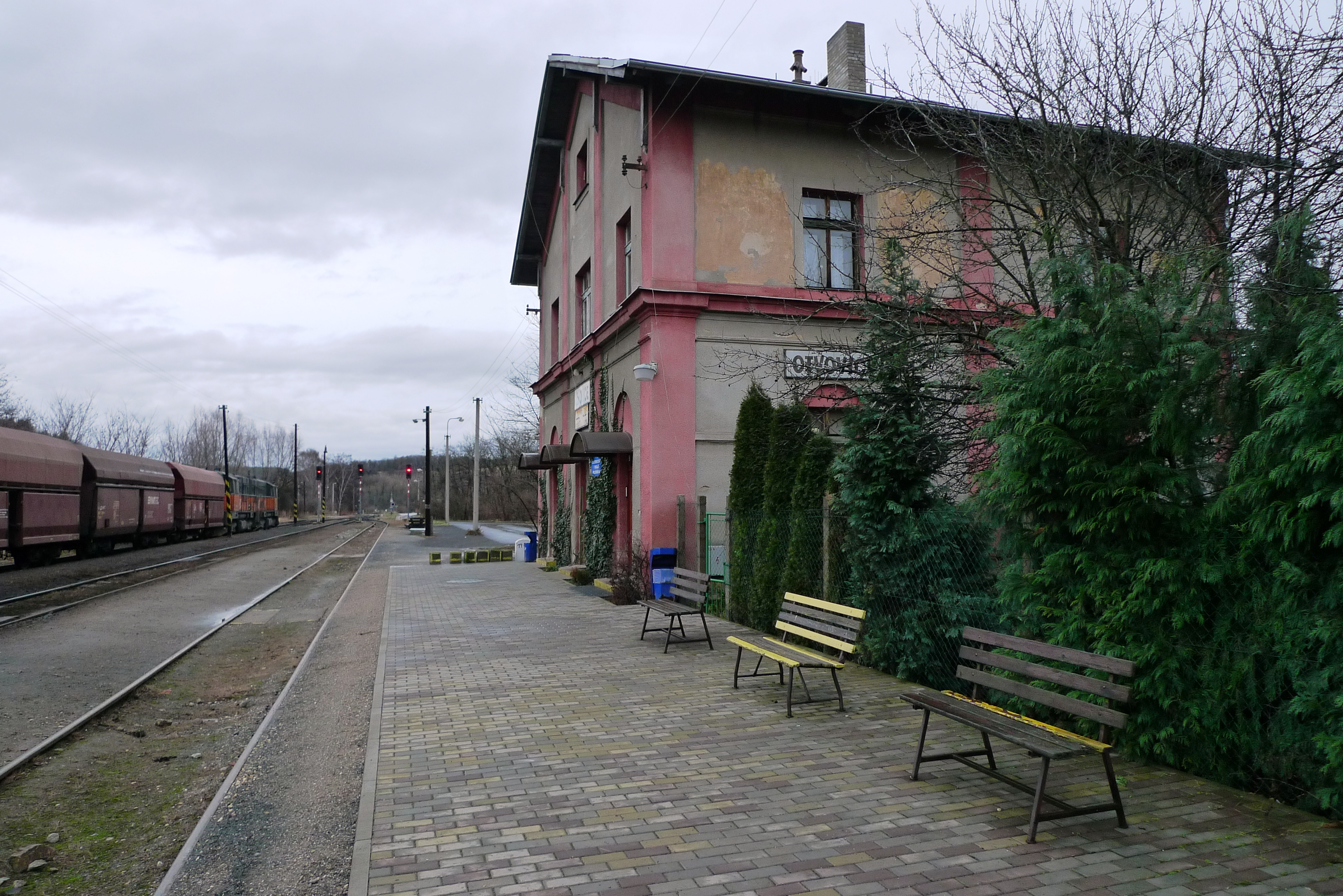
Otvovické nádraží